# Amt Oder-Welse

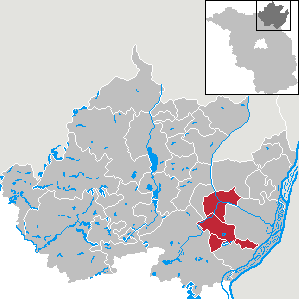
Lage des Amtes Oder-Welse im Landkreis Uckermark

Das Amt Oder-Welse war ein 1992 gebildetes Amt im Landkreis Uckermark des Landes Brandenburg, in dem sich zuletzt vier Gemeinden zur Erledigung ihrer Verwaltungsgeschäfte zusammengeschlossen hatten. Der Amtssitz befand sich in der Gemeinde Pinnow.

## Geografie

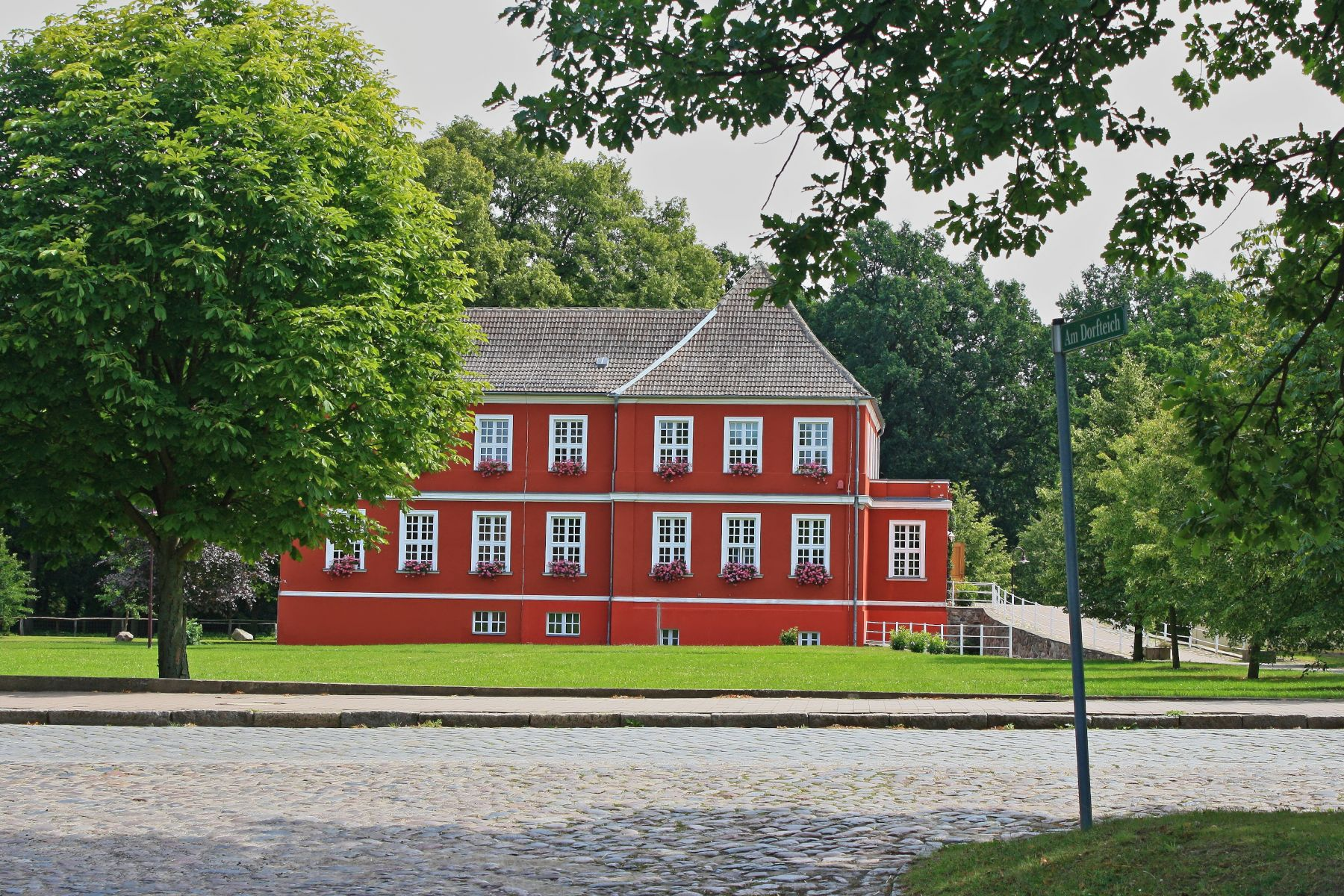
Amtsverwaltung Pinnow Gutshof

Das Amt lag im Südosten des Landkreises Uckermark. Das Amtsgebiet erstreckte sich vom Welsebruch im Norden zum Grundmoränenbereich mit zahlreichen Seen. Östlich des Amtes lag die Stadt Schwedt/Oder, südwestlich die Stadt Angermünde.

## Gemeinden und Ortsteile
- Berkholz-Meyenburg mit Berkholz und Meyenburg
- Mark Landin mit Grünow, Landin und Schönermark sowie den Siedlungen und Wohnplätzen Augustenhof, Hohenlandin, Julienwalde und Niederlandin
- Passow mit Briest, Jamikow, Passow, Schönow und Wendemark
- Pinnow

## Geschichte
Das Amt wurde am 1. August 1992 mit 19 Gemeinden gegründet:
|                                                               |                                                    |                                                       |                                        |
| - Berkholz-Meyenburg - Briest - Criewen - Felchow - Flemsdorf | - Fredersdorf - Golm - Grünow - Jamikow - Kummerow | - Landin - Passow - Pinnow - Schöneberg - Schönermark | - Schönow - Stendell - Zichow - Zützen |

Seither gab es zahlreiche Fusionen und Eingemeindungen. Die Gemeinden Kummerow (1. Januar 1998), Criewen und Zützen (1. August 2001) und Stendell (31. Dezember 2002) wurden nach Schwedt/Oder eingemeindet. Die Gemeinden Briest, Jamikow und Passow schlossen sich am 31. Dezember 1998 zur Gemeinde Welsebruch zusammen. Am 26. Oktober 2003 wurde Schönow in Welsebruch eingegliedert. Welsebruch wurde am 1. Oktober 2004 in Passow umbenannt. Zichow schloss sich am 31. Dezember 2001 mit den ehemaligen Gemeinden Fredersdorf und Golm zusammen und wechselte gleichzeitig in das Amt Gramzow; die Gemeinden Schönermark, Grünow und Landin bildeten am 31. Dezember 2001 zusammen die Gemeinde Mark Landin, und schließlich kamen zum gleichen Zeitpunkt Felchow und Flemsdorf zur Gemeinde Schöneberg. Schöneberg wurde am 1. Januar 2021 nach Schwedt/Oder eingemeindet und schied damit aus dem Amt Oder-Welse aus.
Amtsauflösung
Nach jahrelangem Streit zwischen dem Amt und den Gemeinden beschloss der Landtag Brandenburg am 23. März 2022 mit einem eigenen Gesetz die Auflösung des Amtes Oder-Welse zum 19. April 2022. Die Gemeinden Berkholz-Meyenburg, Mark Landin und Passow wurden in die Stadt Schwedt/Oder eingemeindet und bilden dort die Ortsteile Berkholz-Meyenburg, Briest, Grünow, Jamikow, Landin, Passow, Schönermark und Schönow. Die Gemeinde Pinnow bleibt zunächst selbstständig, wird aber von Schwedt/Oder mitverwaltet, bis in einem Bürgerentscheid in Pinnow über die Zukunft der Gemeinde entschieden wird.

## Bevölkerungsentwicklung
| Jahr | Einwohner |
| ---- | --------- |
| 1992 | 6 479     |
| 1993 | 6 541     |
| 1994 | 6 733     |
| 1995 | 6 957     |
| 1996 | 7 194     |
| 1997 | 7 533     |
| 1998 | 7 641     |
| 1999 | 7 944     |

| Jahr | Einwohner |
| ---- | --------- |
| 2000 | 8 098     |
| 2001 | 6 495     |
| 2002 | 6 090     |
| 2003 | 6 032     |
| 2004 | 5 996     |
| 2005 | 5 969     |
| 2006 | 5 888     |
| 2007 | 5 832     |
| 2008 | 5 772     |
| 2009 | 5 728     |

| Jahr | Einwohner |
| ---- | --------- |
| 2010 | 5 791     |
| 2011 | 5 624     |
| 2012 | 5 608     |
| 2013 | 5 565     |
| 2014 | 5 502     |
| 2015 | 5 448     |
| 2016 | 5 431     |
| 2017 | 5 404     |
| 2018 | 5 330     |
| 2019 | 5 365     |

| Jahr | Einwohner |
| ---- | --------- |
| 2020 | 5 308     |
| 2021 | 4 524     |

Gebietsstand des jeweiligen Jahres, Einwohnerzahl: Stand 31. Dezember, ab 2011 auf Basis des Zensus 2011

## Politik

### Amtsdirektor
- 1992–2020: Detlef Krause
- 2021–2022: Joanna Medynska

Krause wurde am 17. März 2016 durch den Amtsausschuss für weitere acht Jahre in seinem Amt bestätigt. Er wurde am 15. Dezember 2020 vom Amtsausschuss abgewählt, der im Januar 2021 Joanna Medynska als Stellvertreterin des Amtsdirektors benannte.
Für die Zeit vom 3. Januar 2022 bis zur Auflösung des Amtes wurde der Rechtsanwalt Dominik Lück von der Landrätin mit der Ausübung des Amtes beauftragt.

### Wappen
Das Wappen wurde am 7. Mai 2012 durch das Brandenburgische Innenministerium genehmigt.
Blasonierung: „In Rot zwischen zwei schräglinken, silbern-bordierten blauen Wellenbalken ein gestürzter, schräglinker silberner Wels, begleitet ober- und unterhalb der Teilung von einer und in der Mitte von drei goldenen Teichrosen.“
Der Amtsausschuss entschied sich am 15. Dezember 2011 für diesen Wappenentwurf des Heraldikers Frank Diemar und beschloss die Annahme des Wappens einstimmig.

### Flagge
Die Flagge war dreistreifig im Verhältnis 1:4:1 und in den Farben Rot-Weiß-Rot (Rot-Silber-Rot) mit dem Amtswappen im Mittelstreifen.

### Dienstsiegel
Das Dienstsiegel zeigte das Amtswappen und trug folgende Umschriften: Im äußeren oberen Halbkreis „Amt Oder-Welse“, im äußeren unteren Halbkreis „Landkreis Uckermark“ und im inneren unteren Halbkreis „Der Amtsdirektor“.

## Wirtschaft und Infrastruktur
Durch das ehemalige Amtsgebiet führen die Bundesstraßen B 2 und B 166 sowie die Bahnstrecken Berlin–Szczecin (mit den Bahnhöfen Passow (Uckermark) und Schönow) und Angermünde–Schwedt mit dem Bahnhof Pinnow (Uckermark).